# EHF European Cup (maschile)
La EHF European Cup è la terza competizione europea di pallamano maschile per club in ordine di importanza dopo la Champions League e la European League. È organizzata dall'EHF e la prima edizione fu giocata nel 1993 come EHF City Cup, nome che continuò ad essere usato fin al 2000 quando si cambiò la denominazione con EHF Challenge Cup. Nel 2020 ha cambiato nuovamente denominazione in EHF European Cup.
Attuale club detentore della coppa è la squadra macedone del RK Alkaloid che ha battuto in finale l'AEK Atene.
A oggi è l'UCM Reșița è la squadra che vanta più titoli vinti con 3 trofei.
A livello di Federazioni, invece, la Germania e la Romania vantano ben 6 vittorie a testa, seguite dal Portogallo con 3 vittorie.

## Denominazione
- 1993 - 2000: City Cup
- 2000 - 2020: EHF Challenge Cup
- 2020: EHF European Cup

## Formato della manifestazione
La EHF European Cup è articolata su sei fasi e più precisamente:
- Turni di qualificazione
- Sedicesimi di finale
- Ottavi di finale
- Quarti di finale
- Semifinali
- Finale

Tutti i turni vengono disputati con la formula dell'eliminazione diretta con gara di andata e ritorno.

## Statistiche

### Albo d'oro
| Edizione                                                    | Data                                           | Vincitore               | Punteggio                             | Finalista                 | Sede/i finale/i                                | Spettatori            |                      |
| ----------------------------------------------------------- | ---------------------------------------------- | ----------------------- | ------------------------------------- | ------------------------- | ---------------------------------------------- | --------------------- | -------------------- |
| Dal 1993 al 2000 la competizione è denominata City Cup      |                                                |                         |                                       |                           |                                                |                       |                      |
| 1993 - 1994                                                 | Andata: 24 aprile 1994 Ritorno: 1º maggio 1994 | TUSEM Essen             | Andata: 27-17 Ritorno: 31-26          | HK Drott                  | Andata: Halmstad Ritorno: Essen                | 2311 Spet. 4800 Spet. |                      |
| 1994 - 1995                                                 | Andata: 16 aprile 1995 Ritorno: 22 aprile 1995 | TV Niederwürzbach       | Andata: 26-29 Ritorno: 32-26          | Cadagua Galdar            | Andata: Gáldar Ritorno: Niederwürzbach         | 1500 Spet. 2400 Spet. |                      |
| 1995 - 1996                                                 | Andata: 20 aprile 1996 Ritorno: 27 aprile 1996 | Drammen HK              | Andata: 22-21 Ritorno: 27-21          | VfL Hameln                | Andata: Hameln Ritorno: Drammen                | 2000 Spet. 4000 Spet. |                      |
| 1996 - 1997                                                 | Andata: 12 aprile 1997 Ritorno: 20 aprile 1997 | TUS Nettlestedt Lubecca | Andata: 32-19 Ritorno: 27-23          | KIF Kolding               | Andata: Lubecca Ritorno: Kolding               | 3500 Spet. 2400 Spet. |                      |
| 1997 - 1998                                                 | Andata: 18 aprile 1998 Ritorno: 25 aprile 1998 | TUS Nettlestedt Lubecca | Andata: 24-22 Ritorno: 25-23          | IFK Skövde                | Andata: Skövde Ritorno: Lubecca                | 3350 Spet. 3500 Spet. |                      |
| 1998 - 1999                                                 | Andata: 11 aprile 1999 Ritorno: 18 aprile 1999 | SG Flensburg-Handewitt  | Andata: 27-27 Ritorno: 26-21          | BM Ciudad Real            | Andata: Flensburg Ritorno: Ciudad Real         | 3500 Spet. 4000 Spet. |                      |
| 1999 - 2000                                                 | Andata: 23 aprile 2000 Ritorno: 25 aprile 2000 | TV Grosswallstadt       | Andata: 30-23 Ritorno: 27-32          | Club Balonmano Valladolid | Andata: Elsenfeld Ritorno: Valladolid          | 2900 Spet. 4000 Spet. |                      |
| Dal 2000 al 2020 la competizione è denominata Challenge Cup |                                                |                         |                                       |                           |                                                |                       |                      |
| 2000 - 2001                                                 | Andata: 21 aprile 2001 Ritorno: 28 aprile 2001 | RK Jugovic Kac          | Andata: 27-27 Ritorno: 26-32          | Pfadi Winterthur          | Andata: Winterthur Ritorno: Novi Sad           | 1900 Spet. 2000 Spet. |                      |
| 2001 - 2002                                                 | Andata: 21 aprile 2002 Ritorno: 28 aprile 2002 | Skjern Handball         | Andata: 20-27 Ritorno: 34-17          | RK Pelister               | Andata: Bitola Ritorno: Herning                | 4500 Spet. 4000 Spet. |                      |
| 2002 - 2003                                                 | Andata: 26 aprile 2003 Ritorno: 3 maggio 2003  | Skjern Handball         | Andata: 27-30 Ritorno: 35-25          | Filippos Verias           | Andata: Veria Ritorno: Herning                 | 1200 Spet. 5000 Spet. |                      |
| 2003 - 2004                                                 | Andata: 17 aprile 2004 Ritorno: 24 aprile 2004 | IFK Skövde              | Andata: 20-21 Ritorno: 27-24          | Dunkerque HB              | Andata: Dunkerque Ritorno: Skövde              | 2500 Spet. 2400 Spet. |                      |
| 2004 - 2005                                                 | Andata: 30 aprile 2005 Ritorno: 8 maggio 2005  | Wacker Thun             | Andata: 29-24 Ritorno: 26-29          | ABC Braga                 | Andata: Thun Ritorno: Braga                    | 1600 Spet. 2400 Spet. |                      |
| 2005 - 2006                                                 | Andata: 22 aprile 2006 Ritorno: 29 aprile 2006 | CSA Steaua Bucarest     | Andata: 21-26 Ritorno: 34-27          | Sporting Club Horta       | Andata: Horta Ritorno: Bucarest                | 1000 Spet. 6000 Spet. |                      |
| 2006 - 2007                                                 | Andata: 22 aprile 2007 Ritorno: 28 aprile 2007 | UCM Resita              | Andata: 26-26 Ritorno: 36-36          | Drammen HK                | Andata: Drobeta-Turnu Severin Ritorno: Drammen | 1800 Spet. 3500 Spet. |                      |
| 2007 - 2008                                                 | Andata: 4 maggio 2008 Ritorno: 11 maggio 2008  | UCM Resita              | Andata: 28-29 Ritorno: 26-18          | Alpla HC Hard             | Andata: Hard Ritorno: Reșița                   | 1800 Spet. 1600 Spet. |                      |
| 2008 - 2009                                                 | Andata: 24 maggio 2009 Ritorno: 31 maggio 2009 | UCM Resita              | Andata: 25-27 Ritorno: 25-20          | CSU Suceava               | Andata: Reșița Ritorno: Suceava                | 1600 Spet. 450 Spet.  |                      |
| 2009 - 2010                                                 | Andata: 23 maggio 2010 Ritorno: 29 maggio 2010 | Sporting CP             | Andata: 27-25 Ritorno: 27-26          | MMTS Kwidzyn              | Andata: Kwidzyn Ritorno: Lisbona               | 900 Spet. 3500 Spet.  |                      |
| 2010 - 2011                                                 | Andata: 15 maggio 2011 Ritorno: 22 maggio 2011 | RK Koper                | Andata: 27-27 Ritorno: 31-27          | SL Benfica                | Andata: Lisbona Ritorno: Capodistria           | 1000 Spet. 2800 Spet. |                      |
| 2011 - 2012                                                 | Andata: 20 maggio 2012 Ritorno: 28 maggio 2012 | A.C. Diomidis Argous    | Andata: 26-23 Ritorno: 20-22          | Wacker Thun               | Andata: Loutraki Ritorno: Thun                 | 1400 Spet. 2000 Spet. |                      |
| 2012 - 2013                                                 | Andata: 18 maggio 2013 Ritorno: 25 maggio 2013 | SKA Minsk               | Andata: 31-26 Ritorno: 32-24          | Handball Esch             | Andata: Lussemburgo Ritorno: Minsk             | 3250 Spet. 5200 Spet. |                      |
| 2013 - 2014                                                 | Andata: 17 maggio 2014 Ritorno: 25 maggio 2014 | IK Sävehof              | Andata: n.d. Ritorno: 37-26           | RK Metaloplastika Sabac   | Andata: non disputa Ritorno: Partille          |                       |                      |
| 2014 - 2015                                                 | Andata: 17 maggio 2015 Ritorno: 24 maggio 2015 | HC Odorheiu Secuiesc    | Andata: 28-32 Ritorno: 32-25          | ABC Braga                 | Andata: Braga Ritorno: Odorheiu Secuiesc       | 2150 Spet. 1560 Spet. |                      |
| 2015 - 2016                                                 | Andata: 14 maggio 2016 Ritorno: 21 maggio 2016 | ABC Braga               | Andata: 28-22 Ritorno: 25-29          | SL Benfica                | Andata: Lisbona Ritorno: Braga                 | 1051 Spet. 1500 Spet. |                      |
| 2016 - 2017                                                 | Andata: 21 maggio 2017 Ritorno: 27 maggio 2017 | Sporting CP             | Andata: 37-28 Ritorno: 30-24          | AHC Potaissa Turda        | Andata: Lisbona Ritorno: Cluj-Napoca           | 837 Spet. 3000 Spet.  |                      |
| 2017 - 2018                                                 | Andata: 14 maggio 2018 Ritorno: 20 maggio 2018 | Potaissa Turda          | Andata: 33-22 Ritorno: 26-27          | AEK Atene                 | Andata: Cluj-Napoca Ritorno: Atene             | 3000 Spet. 5600 Spet. |                      |
| 2018 - 2019                                                 | Andata: 12 maggio 2019 Ritorno: 18 maggio 2019 | CSM București           | Andata: 22-22 Ritorno: 26-20          | Madeira Andebol SAD       | Andata: Funchal Ritorno: Bucarest              | 1000 Spet. 1500 Spet. |                      |
| 2019 - 2020                                                 | Titolo non assegnato                           | Titolo non assegnato    | Titolo non assegnato                  | Titolo non assegnato      | Titolo non assegnato                           | Titolo non assegnato  | Titolo non assegnato |
| Dal 2020 la competizione è denominata European Cup          |                                                |                         |                                       |                           |                                                |                       |                      |
| 2020-2021                                                   | Andata: 28 maggio 2021 Ritorno: 30 maggio 2021 | AEK Atene               | Andata: 30-26 Ritorno: 24-20          | Ystads IF                 | Andata: Calcide Ritorno: Calcide               |                       |                      |
| 2021-2022                                                   | Andata: 21 maggio 2022 Ritorno: 28 maggio 2022 | Nærbø IL                | Andata: 29-25 Ritorno: 27-26          | CS Minaur Baia Mare       | Andata: Stavanger Ritorno: Baia Mare           | 4200 Spet. 2200 Spet. |                      |
| 2022-2023                                                   | Andata: 28 maggio 2023 Ritorno: 3 giugno 2023  | RK Vojvodina            | Andata: 30-23 Ritorno: 25-23          | Nærbø IL                  | Andata: Novi Sad Ritorno: Stavanger            | 2000 Spet. 3500 Spet. |                      |
| 2023-2024                                                   | Andata: 18 maggio 2024 Ritorno: 25 maggio 2024 | Valur                   | Andata: 30-26 Ritorno: 32-35 (d.t.r.) | Olympiacos                | Andata: Reykjavík Ritorno: Il Pireo            | 1750 Spet. 7500 Spet. |                      |

### Riepilogo edizioni vinte per squadra
| Numero | Club                    | Anni                      |
| ------ | ----------------------- | ------------------------- |
| 3      | UCM Resita              | 2006-07, 2007-08, 2008-09 |
| 2      | Sporting CP             | 2009-10, 2016-17          |
| 2      | Skjern Handball         | 2001-02, 2002-03          |
| 2      | TUS Nettlestedt Lubecca | 1996-97, 1997-98          |
| 1      | Valur                   | 2023-24                   |
| 1      | RK Vojvodina            | 2022-23                   |
| 1      | Nærbø IL                | 2021-22                   |
| 1      | AEK Atene               | 2020-21                   |
| 1      | CSM Bucureṣti           | 2018-19                   |
| 1      | AHC Potaissa Turda      | 2017-18                   |
| 1      | ABC Braga               | 2015-16                   |
| 1      | HC Odorheiu Secuiesc    | 2014-15                   |
| 1      | IK Sävehof              | 2013-14                   |
| 1      | SKA Minsk               | 2012-13                   |
| 1      | A.C. Diomidis Argous    | 2011-12                   |
| 1      | RK Koper                | 2010-11                   |
| 1      | CSA Steaua Bucarest     | 2005-06                   |
| 1      | Wacker Thun             | 2004-05                   |
| 1      | IFK Skövde              | 2003-04                   |
| 1      | RK Jugovic Kac          | 2000-01                   |
| 1      | TV Grosswallstadt       | 1999-00                   |
| 1      | SG Flensburg-Handewitt  | 1998-99                   |
| 1      | Drammen HK              | 1995-96                   |
| 1      | TV Niederwürzbach       | 1994-95                   |
| 1      | TUSEM Essen             | 1993-94                   |

### Riepilogo edizioni vinte per nazione
| Numero | Nazioni             | Club |
| ------ | ------------------- | --- |
| 6      | Germania            | TUS Nettlestedt Lubecca - 2 titoli SG Flensburg-Handewitt - 1 titolo TUSEM Essen - 1 titolo TV Grosswallstadt - 1 titolo TV Niederwürzbach - 1 titolo |
| 6      | Romania             | UCM Resita - 3 titoli CSA Steaua Bucarest - 1 titolo HC Odorheiu Secuiesc - 1 titolo Potaissa Turda - 1 titolo                                        |
| 3      | Portogallo          | Sporting CP - 2 titoli ABC Braga - 1 titolo |
| 2      | Danimarca           | Skjern Handball - 2 titoli |
| 2      | Svezia              | IFK Skövde - 1 titolo IK Sävehof - 1 titolo |
| 2      | Grecia              | AEK Atene - 1 titolo A.C. Diomidis Argous - 1 titolo                                                                                                  |
| 2      | Norvegia            | Drammen HK - 1 titolo Nærbø IL - 1 titolo |
| 1      | Bielorussia         | SKA Minsk - 1 titolo |
| 1      | Islanda             | Valur - 1 titolo |
| 1      | Serbia              | RK Vojvodina - 1 titolo |
| 1      | Serbia e Montenegro | RK Jugović Kac - 1 titolo |
| 1      | Slovenia            | RK Koper - 1 titolo |
| 1      | Svizzera            | Wacker Thun - 1 titolo |